# Ptelea
- Commons
- Wikispecies

Ptelea L.é um género botânico pertencente à família Rutaceae.

## Sinonímia
- Taravalia Greene

## Espécies
- Ptelea angustifolia
- Ptelea crenulata
- Ptelea microcarpa
- Ptelea pallida
- Ptelea serrata
- Ptelea trifoliata
- Lista completa

## Classificação do gênero
| Sistema | Classificação                      | Referência               |
| ------- | ---------------------------------- | ------------------------ |
| Linné   | Classe Tetrandria, ordem Monogynia | Species plantarum (1753) |